# نيكولاس دانيال
نيكولاس دانيال (بالإنجليزية: Nicholas Daniel)‏ هو زمّار بريطاني، ولد في 9 يناير 1962.

## وصلات خارجية
- الموقع الرسمي
- نيكولاس دانييل على موقع ميوزك برينز (الإنجليزية)
- نيكولاس دانييل على موقع أول ميوزيك (الإنجليزية)
- نيكولاس دانييل على موقع ديسكوغز (الإنجليزية)